# Зайцев, Иван Афиногенович
Иван Афиногенович Зайцев (1863—1936) — русский советский артист кукольного театра, Заслуженный артист РСФСР (1933)
В 1870 году Зайцев был танцором в цирке Гинне в Москве, в этом цирке наездником и бутафором служил его отец.
Иван Зайцев выступал как шпагоглотатель, акробат, чревовещатель. В 1890-е годы начал демонстрировать в балаганах представления марионеток. Одновременно он ходил со своей ширмой и шарманкой по московским улицам и дворам, показывая представления о Петрушке. Название кукольного представления — «О Петрушке и его невесте Варюшке». В этом представлении молодой деревенский парень Петрушка вступал в перепалку с доктором-шарлатаном, издевался над смертью, дрался с полицейским офицером, чванливым иностранцем, торгашом-жуликом.
В 1932 году Зайцев вместе со своей партнёршей А. Д. Тригановой вступил в труппу центрального театра кукол, но и здесь он выступал только со своими куклами, показывая прежние представления.